# Christophe Hurni
Christophe Hurni (* 1. Dezember 1962) ist ein Schweizer Rennfahrer.

## Karriere
Hurni begann seine Motorsportkarriere in den 1980er Jahren. Er war von 1987 bis 1990 in der Schweizer Formel-3-Meisterschaft aktiv. Nachdem er 1987 Zehnter und 1988 Siebter geworden war, beendete er die Saison 1989 und 1990 jeweils auf dem vierten Platz. Darüber hinaus nahm er 1987 und 1989 am europäischen Formel-3-Cup teil.
Nach einer längeren Pause kehrte Hurni 2005 in den Motorsport zurück und nahm an vier von sechs Rennwochenenden der Schweizer Formel Renault teil. Er beendete die Saison auf dem elften Platz in der Fahrerwertung. 2008 startete er schließlich erneut zu einem Rennwochenende der Schweizer Formel Renault. Nach einer einjährigen Pause trat er 2010 zu zwei Veranstaltungen der Schweizer Formel Renault an.
2011 wurde Hurni von Jenzer Motorsport für das Saisonfinale der GP3-Serie unter Vertrag genommen. Im Alter von 48 Jahren wurde Hurni damit zum bisher ältesten Fahrer dieser Serie.

## Karrierestationen
| - 1987: Schweizer Formel 3 (Platz 10) - 1988: Schweizer Formel 3 (Platz 7) - 1989: Schweizer Formel 3 (Platz 4) | - 1990: Schweizer Formel 3 (Platz 4) - 2005: Schweizer Formel Renault (Platz 11) - 2008: Schweizer Formel Renault | - 2010: Schweizer Formel Renault (Platz 13) - 2011: GP3-Serie (Platz 36) |